# 天王寺動物園

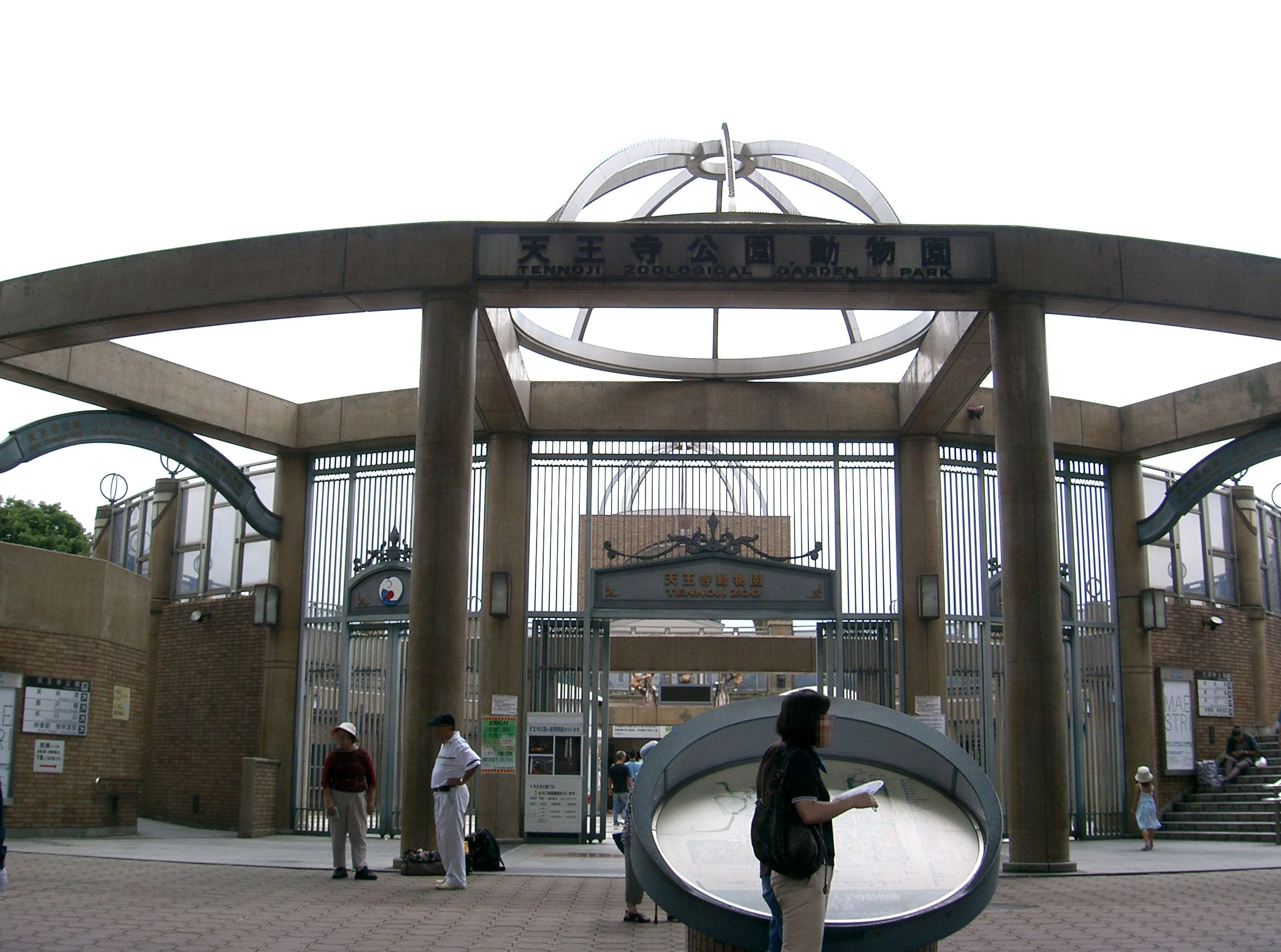
大阪天王寺动物园入口

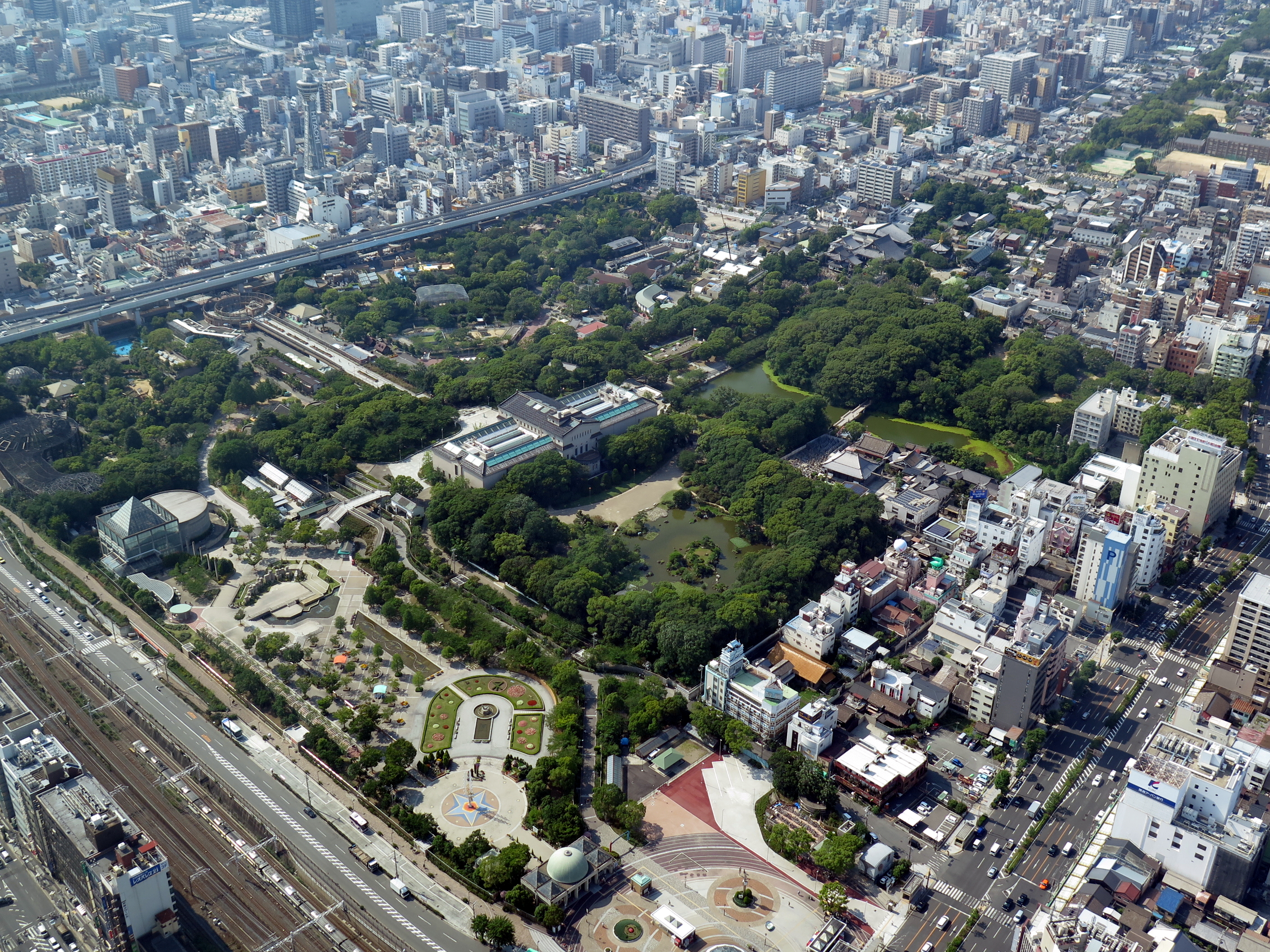
动物园全貌

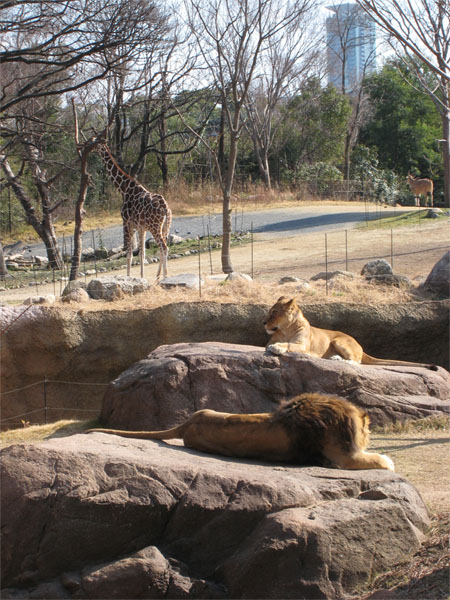
非洲大草原區

天王寺動物園（てんのうじどうぶつえん）大阪市天王寺公园内的大阪市立动物园。于1915年（大正4年）1月1日开园，是日本第三个动物园。园内面积约11公顷，约饲养230种，1000点的动物，是都市型综合动物园。
2006年的年间总入场者数约186万人，其中收费入场者数68万1934人。2006年7月16日，总收费入园人数超过1亿人。在日本国内是第二个入场者超过了1亿人的动物园。

## 特色
除了新西兰以外，饲养了世界上珍貴的动物-鹬鸵。增加了狮尾猴，钻床，东北虎，黑犀，仙鹤类，日本鹳，隐鵖，扬子鳄等稀有动物繁殖的力度。另外，1990年代后半，动物的生活地环境尽可能的再现了动物的野外生活。到目前为止，日本首次在水中游泳池透视展示爬虫类生态馆蓼蓝毛皮。
2006年11月3日至5日举行的“灭绝危机的动物展”，首次公开了保存的灭绝的日本海狮标本。

## 主展示设施和饲养动物

### 爬虫类生态馆
主要饲养动物-密西西比鳄鱼，扬子鳄、大鳄龟，亚达伯拉象龟，玳瑁，圆鼻巨蜥，美洲鬣蜥，绿树蟒，网纹蟒，娃娃鱼

### 非洲热带草原
主要饲养动物-河马，小紅鸛，黑犀牛，斑鬣狗，倭猫鼬，狮子，鸵鸟，斑马、爱羚羊，蹄兔，珍珠鸡，球蟒，非洲秃顶小光

### 亚洲热带雨林
饲养动物-印度大象（已逝世）

### 夜行性动物馆
主要饲养动物-鹬鸵，埃及路套蝙蝠，狸，懒猴，犰狳，婴猴，刷尾负鼠

### 鸟的乐园
主要饲养动物-白鹳等
除了这些还饲养有，チュウゴク狼和北极熊，無尾熊，东北虎，捷豹，小熊猫，日本鹳等。

## 历史
- 1884年大阪府立博物馆场设置（大阪市东区内本町橋詰町，现在的マイドームおおさか）附属动物槛。
- 1909年北区发生大火的影响建筑物烧掉一半。以此为契机由大阪府大阪市管辖。
- 1914年从内本町转移到大国町，动物的“搬家”举行。
- 1915年日本第三个动物园“大阪市立动物园”开园。
- 1921年苏门答腊犀牛来园。4年后死。
- 1925年日本首次成功人工孵化丹顶鹤。。
- 1932年黑猩猩的“尼小姐”来园。在珍芸博得人气。
- 1940年“尼小姐”死。
- 1943年- 1944年由于战争的影响，狼，熊，狮子，豹，鬣狗，老虎等10种26头被杀死（戰時猛獸處分）。
- 1950年2头亚洲大象的“春子”、“ユリ子”来园。
- 1951年黑猩猩的“シュジー”来园。跟“尼小姐”一样的受欢迎。2003年死。
- 1960年首次在国内成功人工孵化大眼斑雉。
- 1964年首次在国内成功繁殖白鹳，ハゲガオホウカンチョウ。
- 1966年首次在国内成功繁殖刺猬。
- 1970年为了纪念大阪世博会召开，新西兰政府捐赠鹬鸵。亚洲象来园
- 1972年首次在国内成功繁殖阿比西尼亚狮子，苍鹭，黑尾鸥。
- 1974年日中邦交复苏纪念，上海动物园捐赠。モウコガゼル和小黑狼。
- 1976年首次在国内成功繁殖南美国海狗，玻利维亚松鼠猴。
- 1977年首次在国内成功繁殖モウコガゼル。
- 1978年在日本国内初次成功繁殖丛林猫，印度癌（人工孵化），クリイロミズヘビ。
- 1979年隐秘火鸡来园。首次在国内成功繁殖ベニジュケイ
- 1982年鹬鸵来园。首次在国内成功繁殖印度勺鸡。
- 1984年塔斯马尼亚魔鬼在日本第一次来园。第二年，首次在国内繁殖。
- 1987年首次在本州成功繁殖北极熊。鸟的乐园建设完成。
- 1988年鹬鸵来园。
- 1989年考拉来园。
- 1991年，北极熊ユキコmiyuki出生
- 1993年第一次产卵鹬鸵。
- 1995年ZOO 21计划提案。蓼蓝毛皮完成。
- 1997年新河马舍完成。
- 1998年新犀牛舍完成。北极熊ユキコ，ユキスケ分娩。
- 2000年非洲热带草原地带草食动物区完成。亚洲象的ユリ子死。
- 2004年亚洲热带雨林区（大象舍）完成。北极熊的ユキコ死。
- 2006年非洲热带草原地带肉食动物区完成。
- 2010年河马的natsuko死。
- 2011年从浜松市动物园的北极熊的巴芬（雌）来园

## 周边设施
- 天王寺公園
  - 大阪市立美術館
  - 慶澤園
- 茶臼山古墳
- 四天王寺
  - 四天王寺本坊庭園

## 外部連結
- 天王寺動物園HOMEPAGE（页面存档备份，存于）（大阪市天王寺動植物公園事務所）（JAZA 全国の動物園・水族館）

34°39′2″N 135°30′30.2″E / 34.65056°N 135.508389°E